# سد کمایستان سبزوار
سد کمایستان سبزوار یکی از  سدهای خراسان رضوی است که در ۱۶ کیلومتری شمال روستای زرقان و در ۸۲ کیلومتری شمال غربی سبزوار قرار دارد.
ساخت این سد باعث توسعه بخش کشاورزی از طریق انتقال آب به زمین‌های کشاورزی واقع در سمت چپ رودخانه و در ایجاد مرکز تفریحی و گردشگری موثر خواهد بود. ضمن اینکه پرورش آبزیان در این منطقه رونق می‌گیرد.